# РТУ Лиепая
РТУ Лиепая (латыш. RTU Liepāja), до 29 февраля 2024 года — Лиепайский университет (латыш. Liepājas Universitāte) — новейший университет в Латвии, получивший этот статус 12 июня 2008 года, единственный университет в Курземе. Располагается в городе Лиепая. 
В настоящее время университет предлагает 47 учебных программ. В университете работает 101 выборный научный сотрудник, 53 из которых имеют докторскую степень.  

## История
Университет ведет свою историю с 1945 года, когда начало работу четырехлетнее педагогическое училище, которое в 1954 году превратилось в Педагогический институт. Первоначальное название — Лиепайский педагогический институт,  в 1966-м к наименованию добавили «имени Вилиса Лациса». С 1998 года — Лиепайская педагогическая академия. 2 июля 2008 года президент Латвии Валдис Затлерс обнародовал закон «О конституции Лиепайского университета», в связи с чем с 16 июля в Латвии был создан еще один университет — Лиепайский университет.
1 марта 2024 года Лиепайский университет будет присоединен к Рижскому техническому университету и в дальнейшем будет работать под названием РТУ Лиепая. 

## Факультеты
Университет предлагает около 28 программ обучения, которые распределены по 4 факультетам.
- Факультет естественных наук и инженерии (латыш. Dabas un inženierzinātņu fakultāte)
- Факультет гуманитарных наук и искусств (латыш. Humanitāro un mākslas zinātņu fakultāte)
- Факультет педагогики и социальной работы (латыш. Pedagoģijas un sociālā darba fakultāte)
- Факультет менеджмента и социальных наук (латыш. Vadības un sociālo zinātņu fakultāte)

## Научные институты
- Институт педагогических наук (латыш. Izglītības zinātņu institūts)
- Курземский гуманитарный институт (латыш. Kurzemes Humanitārais institūts)
- Институт естественных наук и инновационных технологий (латыш. Dabaszinātņu un inovatīvo tehnoloģiju institūts)
- Институт управленческих наук (латыш. Vadībzinātņu institūts)

## Названия
- Лиепайский педагогический институт (1954—1961)
- Лиепайский государственный педагогический институт (1961—1966)
- Лиепайский государственный педагогический институт им. Вилиса Лациса (1966—1990)
- Лиепайский педагогический институт (1990—1993)
- Лиепайская педагогическая высшая школа (1993—1998)
- Лиепайская педагогическая академия (1998—2008)
- Лиепайский университет (с 2008 года)